# Schefflera harmsii
Schefflera harmsii là một loài thực vật có hoa trong Họ Cuồng cuồng. Loài này được J.F.Macbr. miêu tả khoa học đầu tiên năm 1959.